# ケビン・ファーティグ
ケビン・ファーティグ（Kevin Matthew Fertig、1977年1月17日 - ）は、アメリカ合衆国のプロレスラーである。テネシー州メンフィス出身。WWEではモルデカイ（Mordecai）、ケビン・ソーン（Kevin Thorn）のリングネームで活躍した。近年はケビン・ソーン、セブン・ソーン（Seven Thorn）のリングネームで活動している。

## 来歴

### キャリア初期
2000年、シッド・ビシャスが主宰するゴールドジムにてプロレスラーとなる為にトレーニングを開始。そして地元であるテネシー州メンフィスを拠点とするPPW（Power Pro Wrestling）にてセブン（Seven）のリングネームでプロレスラーとしてのデビューを飾った。

### WWE
2000年、WWFに入団し、傘下団体であるOVWに所属。ディサイプルズ・オブ・シン（The Disciples of Synn）の一員となり、2003年にはトラヴィス・ベインとのタッグでOVW南部タッグ王座を獲得した。
2004年4月、罪に塗れし現世を浄化すべく神より遣わされし者、モルデカイ（Mordecai）としてSmackDown!に初登場。デビューマッチではPPVであるジャッジメント・デイにてスコッティ・2・ホッティと対戦し、圧倒的な勝利を収めた。
常に白いローブを身に纏い、鉄の十字架を掲げるその風貌は、プロレス雑誌などで「白いアンダーテイカー」と挙げられていた。さらには単身でビリー・キッドマンとアキオの試合に乱入し双方を粉砕するなど、一人十字軍と言うに相応しい存在感で注目を集めた。しかしその後は思われていたほどの結果を残せず、ハードコア・ホーリーとの短期抗争（原因は不明）を経てレイ・ミステリオに初黒星を飾られた後、ギミックの練り直しのため、デビューから3か月経たずして再びOVWに戻されることになる。

### WWE解雇後
2005年7月にWWEから解雇される。その後2006年に復帰するまでの間、各地のインディー団体を転戦。リングネームはWWE時代に使用していたセブン、モルデカイのリングネームで活動。メンフィス・レスリング参戦時にはメンフィス・レスリング南部ヘビー級王座を奪取している。

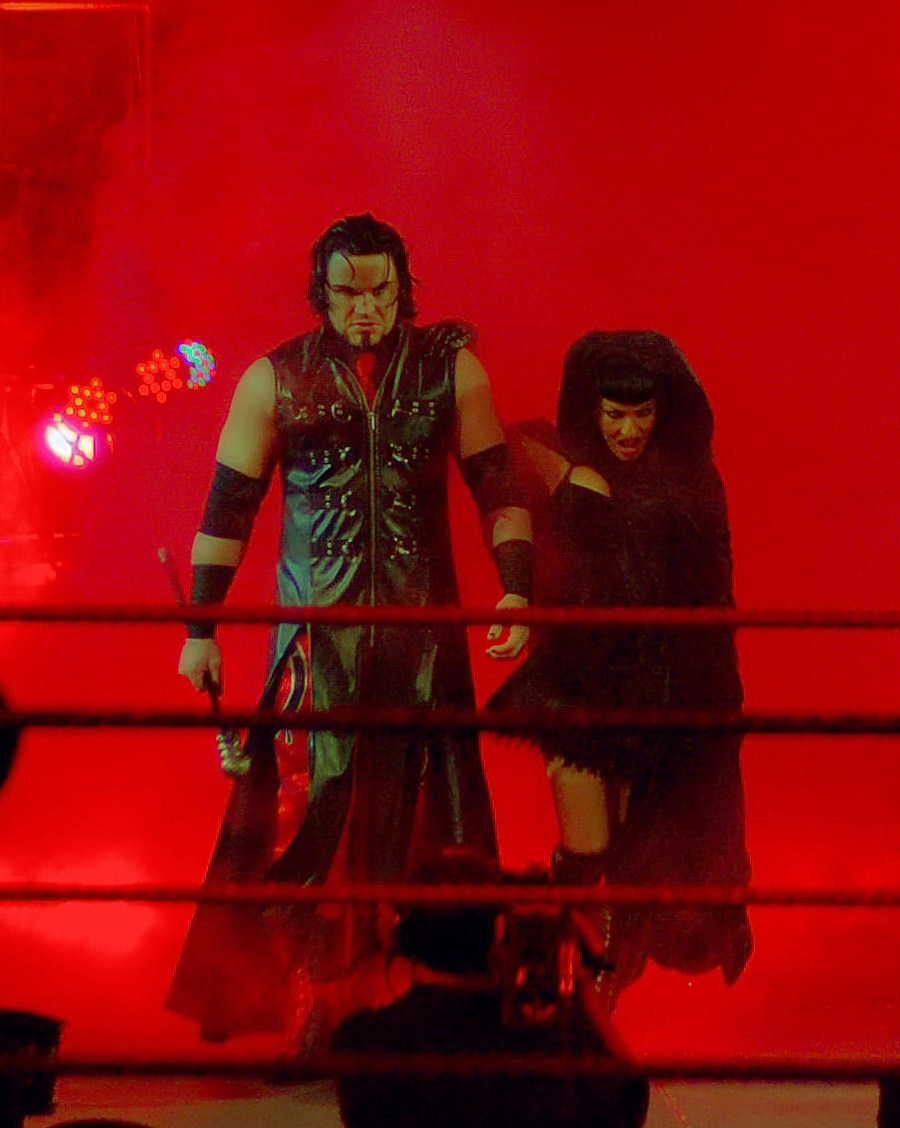
2006年、右はマネージャーのアリエル

### WWE復帰
2006年、WWEに復帰。タロット占い師アリエルを随えた吸血鬼、ケビン・ソーン（Kevin Thorn）としてECWに登場する。デビュー戦は7月25日のリトル・グイドー戦。モルデカイ時と同様、クルシフィクションで圧勝している。
大柄な体格な上に、散々予告を焦らしながらの再デビューだったので、トップのシリアスヒールとして活躍をすると思われていたが、ジョバーの立ち回りが多く、ブーイングすらまともに受けていないほどであった。その後、ボールズ・マホーニーとの抗争を経て、ニュー・ブリードの一員としてECWオリジナルズと抗争。その後ニュー・ブリードから脱退した。
2007年5月にアリエルが解雇され、単独で行動することになる。その後シングル戦で勝ち続けるも目立てず、7月からスティーブン・リチャーズとの抗争を開始した。しかし、その抗争も尻切れトンボに終わってしまう。

### WWE再解雇後
同年12月にギミックチェンジし、普通のパワーファイターとして行動するが人気が出ず、すぐさま2軍に当たるFCWに降格。その後も一軍復帰を果たせぬまま、2009年1月にWWEから2度目の解雇となった。
WWE解雇後、アメリカのインディ団体のみならずヨーロッパやメキシコ、プエルトリコなどで主にWWE時代に使っていた吸血鬼ギミックで活動。イギリスの団体である1PW（One Pro Wrestling）、DPW（Dynamic Pro Wrestling）とドイツの団体であるGSW（German Stampede Wrestling）など、ヨーロッパの団体ではセブン・ソーン（Seven Thorn）のリングネームで活動。9月にはTNAにスポット参戦し、サーペント（Serpent）のリングネームでキップ・ジェームスとダークマッチを行い敗れている。
2010年、インディアナ州のインディアナポリスを拠点とするFEW（Frontier Elite Wrestling）にてWWE時代に使っていた吸血鬼ギミックであるケビン・ソーンで参戦。メインイベントでの出番が多く中心選手として出場し、FEWヘビー級王座を5度獲得している。8月13日にはJCWに参戦し、PPVのLegend And Looniesでギャングレルと吸血鬼タッグを結成して試合を行った。

## その他
- レスリング・オブザーバーに、2004年度のワーストギミックとしてモルデカイが選ばれた。
- 2006年秋の日本公演にも登場した（試合はいずれもケビンの負け）。

10月18日 vs. トミー・ドリーマー
10月19日 vs. ジェフ・ハーディー
- 2007年ロイヤルランブルに初参戦、21番目の入場を果たす（脱落させた選手は0人、自身はクリス・ベノワに脱落させられた）。

## 得意技
オリジナル・シン
相手の足をロープ等に乗せてのスタナー。オリジナル・シンの旧名はダークキスで、この技はロープではなくコーナー上の相手へのスタナーだった。
ザ・クルシフィクス
スコット・ホールのアウトサイダーズ・エッジと同型のパワーボム。クルシフィックスとは十字架のこと。モルデカイ時にも使用していたフィニッシャー。ケビン・ソーンとしてデビューした際のフィニッシャーでもあったが、以降はオリジナル・シンが新フィニッシャーとなったため見ることが無くなった。
シナー・ショット
相手の顎を肩に乗せたままチンクラッシャーを放つ。モルデカイ時代に使用。
トーチャーラック
アリエルがWWEを解雇された直後に使い始めた繋ぎ技であるアルゼンチン・バックブリーカー。担いだ状態から両膝をつくバージョンもある。
ステッキでの殴打
場外のアリエルからステッキを受け取り、アリエルがセクシーポーズや奇声を発するなどして観客やレフェリーの目をそらし、その間に攻撃する。あっさり試合が決まる場合も多かった。

## 獲得タイトル

2006年

- FEW

FEWヘビー級王座 ： 5回
FEWデッドマンズヘビー級王座 ： 3回
- MCW

MCW南部ヘビー級王座 ： 1回
MCW南部タッグチーム王座 ： 1回（w / トラッシュ）
MCWハードコア王座 ： 1回
- メンフィス・レスリング

メンフィス・レスリング南部ヘビー級王座 ： 1回
- OVW

OVW南部タッグチーム王座 ： 1回（w / トラヴィス・ベイン）